# Naturbahnrodel-Juniorenweltmeisterschaft 1997
Die 1. FIL-Naturbahnrodel-Juniorenweltmeisterschaft fand vom 28. Februar bis 2. März 1997 in Aosta in Südtirol (Italien) statt.

## Einsitzer Herren
| Platz | Name             | Zeit |
| ----- | ---------------- | ---- |
| 01    | Reinhard Gruber  | ?    |
| 02    | Daniele Pieiller | ?    |
| 03    | Eddy Perrin      | ?    |
| 04    | Rainer Jud       | ?    |
| 05    | David Mair       | ?    |
| 06    | Gernot Schwab    | ?    |
| 07    | Gašper Benedik   | ?    |
| 08    | Robert Batkowski | ?    |
| 09    | Thomas Pichler   | ?    |
| 10    | Gašper Megušar   | ?    |

Insgesamt waren 35 Rodler am Start, von denen 32 das Ziel erreichten.

## Einsitzer Damen
| Platz | Name                   | Zeit |
| ----- | ---------------------- | ---- |
| 01    | Christa Gietl          | ?    |
| 02    | Tiina El-Nemr          | ?    |
| 03    | Petra Untermarzoner    | ?    |
| 04    | Melanie Breitenberger  | ?    |
| 05    | Sandra Kofler          | ?    |
| 06    | Carolin Lexer          | ?    |
| 07    | Sonja Rastner          | ?    |
| 08    | Beate Fasching         | ?    |
| 09    | Jekaterina Lawrentjewa | ?    |
| 10    | Polina Danilewskaja    | ?    |

Alle 15 gestarteten Rodlerinnen kamen in die Wertung.

## Doppelsitzer
| Platz | Name                                      | Zeit |
| ----- | ----------------------------------------- | ---- |
| 01    | Armin Mair – David Mair                   | ?    |
| 02    | Emanuele Giannelli – Vanja Demé           | ?    |
| 03    | Borut Kralj – Robi Kalisnik               | ?    |
| 04    | Marcin Kubala – Michał Galas              | ?    |
| 05    | Sergei Petrow – Roman Molwistow           | ?    |
| 06    | Joachim Schöpf – Gerald Kammerlander      | ?    |
| 07    | Harald Jonach – Roland Ortner             | ?    |
| 08    | Gerhard Kleinhofer – Markus Denifle       | ?    |
| 09    | Pjotr Milewitsch – Wjatscheslaw Bywaltsew | ?    |
| 10    | Denis Alimow – Igor Saizew                | ?    |

Alle elf gestarteten Doppelsitzerpaare kamen in die Wertung.

## Medaillenspiegel
| Platz | Land      | Gold | Silber | Bronze | Gesamt |
| ----- | --------- | ---- | ------ | ------ | ------ |
| 1.    | Italien   | 3    | 2      | 2      | 7      |
| 2.    | Finnland  | —    | 1      | —      | 1      |
| 3.    | Slowenien | —    | —      | 1      | 1      |